# 先天宮
東石港先天宮位於台灣嘉義縣東石鄉，臨海而建廟，迄今有三百多年的歷史，建築典雅壯觀，為東石漁人的信仰中心，主要供奉的神明為五年千歲、五府千歲，崇祀神明有玉皇上帝、三官大帝、南斗星君、北斗星君、文昌帝君、魁斗星君、保生大帝、紀府千歲、朱邢李府千歲、蕭太傅、廣澤尊王、郊緣聖母、註生娘娘、福德正神、至聖先師、關聖帝君等。

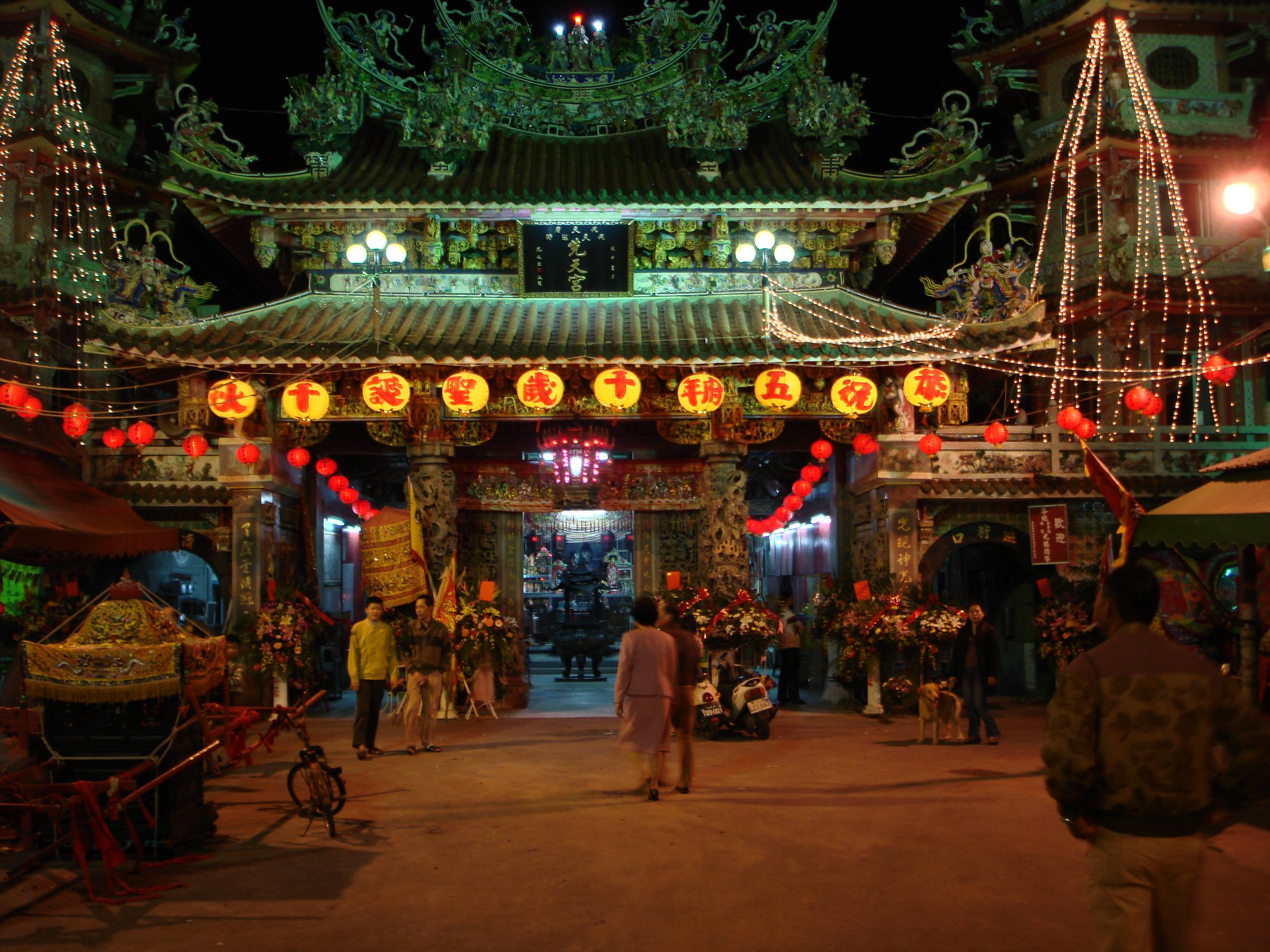
先天宮舊廟的夜景

## 沿革
東石港先民隨著鄭成功渡台之後，在東石港定居下來，由於要追崇先賢聖神，恭塑保生大帝，在當地用簡單的草堂祭祀神明。之後神蹟逐漸遠播，香火也越發興盛，到了康熙六十年（辛丑年）才興建正式的廟宇，稱為福隆宮。當時廟宇的屋頂上方生有冬青樹，經常有白鶴率領各種鳥類飛來，讓廟宇的靈驗更顯光芒。在這段期間又恭奉紀府千歲，於是兩神聖顯靈的事蹟更是不可勝數。
- 1917年丁巳季春之月廟宇重修，更名為先天宮，由東石港區長吳踏，及東石港支廳長義宮，合力鼓吹六庄黎民捐獻，將舊廟拆除，建新廟宇於現在位置。
- 1966年添建鐘鼓二樓，並建後殿「泰安園」。
- 1972年仲夏，由當任主任委員吳泰先生，並各位委員協力，主張改建現在後殿。
- 1977年春，由當任主任委員吳星先生，率在任委員與信男信女協力改造前殿及左右兩殿。
- 1994年11月4日, 舉行增建新宮動土奠基大典。
- 2015年1月17日，凌晨3點15分開啟新廟門入火安座儀式。
- 2015年1月30日，舊廟動工拆除。

## 祭典
先天宮最有名的祭典就是五年舉辦一次的「王船祭」，這跟廟中的主神「五年千歲」十三位天神的稱謂神號有關。雖說五年一科，但是「五年虛、四年實」，實際為四年舉行一次，每逢寅、午、戌年需送王，但先天宮因為五年千歲鎮宮，並無至海邊迎請客王的習俗，而是逢大科年時由五年千歲十三位天神中其中一位受封為代天巡狩，廟方會依照千歲降鑾指示製作王船，於當年農曆十月十五日左右送王返回天庭述職，然後奉玉旨代天巡狩。
2014年王船祭的王船，廟方為了展現誠意，斥資300萬元打造嘉義縣首艘全原木王船，取代傳統竹骨紙糊王船。

## 相關分宮與建宮時間
- 嘉義市先天宮-1926年（丙寅年）
- 嘉義市鳳萊會社先天宮-1943年(民國三十二年)
- 三重市先天宮-民國五十五年丙午五月六日葉千歲北巡
- 高雄市先天宮-民國五十九年庚戌
- 鳳山市先天宮-民國六十年辛亥
- 左營先天宮分宮-民國六十九年庚申
- 桃園先天宮分宮-民國七十五年丙寅
- 三重隆天宮-民國七十六年丁卯八月二十一日
- 新竹士林先天宮-民國七十八年丁卯十月十二日
- 板橋泰元宮-民國七十九年庚午四月
- 高雄分堂-民國七十九年庚午十月廿七日

## 外部連結
- 官方网站
- 先天宮的Facebook專頁
- 先天宮的部落格 （页面存档备份，存于）
- 嘉義縣觀光旅遊網